# Carlo XVI Gustavo di Svezia
Carlo XVI Gustavo di Svezia (Carl Gustaf Folke Hubertus; Solna, 30 aprile 1946) è l'attuale re di Svezia.
Divenne re alla morte del nonno paterno, il 15 settembre 1973. È figlio del principe Gustavo Adolfo di Svezia e della principessa Sibilla di Sassonia-Coburgo-Gotha, nonché nipote di Gustavo VI Adolfo. Il suo motto personale è För Sverige, i tiden (Per la Svezia, nel tempo).

## Biografia

### I primi anni
Carlo Gustavo nacque il 30 aprile 1946, alle 10:20, al Palazzo di Haga a Solna, vicino Stoccolma, quintogenito ed unico figlio maschio del principe Gustavo Adolfo di Svezia, duca di Västerbotten, e di sua moglie, la principessa Sibilla di Sassonia-Coburgo-Gotha. Venne successivamente battezzato nella Cappella Reale il 7 giugno 1946 coi nomi di Carl Gustaf Folke Hubertus per mano dell'arcivescovo di Uppsala, Erling Eidem.
Suoi padrini furono il principe e la principessa ereditaria di Danimarca (suoi zii paterni), il principe ereditario di Norvegia, la principessa Giuliana dei Paesi Bassi, il re di Svezia (suo bisnonno paterno), il principe ereditario di Sassonia-Coburgo-Gotha (suo zio materno), il principe e la principessa ereditaria di Svezia (suo nonno e nonna adottiva), oltre al conte Folke e alla contessa Maria Bernadotte di Wisborg.
Al principe Carlo Gustavo venne assegnato dalla nascita il titolo di duca di Jämtland. Suo padre Gustavo Adolfo rimase ucciso in un incidente d'aereo il 26 gennaio 1947 presso l'Aeroporto di Copenaghen, quindi Carlo Gustavo, all'epoca dell'età di poco meno di nove mesi, prese il suo posto nella linea di successione al trono svedese. Tre anni più tardi, alla morte del re in carica Gustavo V, gli succedette suo figlio Gustavo VI Adolfo, padre del defunto Gustavo Adolfo e nonno paterno di Carlo Gustavo, che nominò il nipote suo primo erede in linea di successione.

### Gioventù ed educazione
Da piccolo, Carlo Gustavo abitava al palazzo d'Haga con la madre e le quattro sorelle maggiori, la principessa Margherita, la principessa Brigitta, la principessa Desirée e la principessa Cristina, mentre d'estate era solito trasferirsi con la famiglia al palazzo Solliden nell'isola di Öland. Era affidato alle cure della bambinaia Nenne Björnberg che, assunta a corte nel 1938, rimase con la famiglia reale per quasi cinquant'anni.
All'età di un anno e mezzo, Carlo Gustavo svolse il suo primo incarico pubblico, ricevendo un premio che sarebbe stato destinato a suo padre, una coppa d'argento assegnata alla Svezia dal politico Justin Godart per gli aiuti durante la seconda guerra mondiale. A tre anni iniziò a suonare l'armonica, interesse che manterrà sino all'età adulta. Nel 1956 ricevette un cagnolino, che ebbe il nome di Mowgli, e a quattro anni entrò ufficialmente negli scout svedesi, passione che lo accompagnerà per tutta la vita sino a divenire presidente della medesima organizzazione nel 1977, nonché presidente della fondazione mondiale scout.
Nell'ottobre del 1950, all'età di quattro anni, divenne principe ereditario. Tre anni più tardi apprese della vera morte del padre, del quale rimpianse sempre di non aver mai conosciuto la figura, come ha avuto egli stesso occasione di ricordare in un'intervista nel 2005. Nel 1962 venne cresimato nella chiesa di Borgholms presso l'isola di Öland e nel 1965 fece il solenne giuramento come principe onorario per servire degnamente il Paese. 

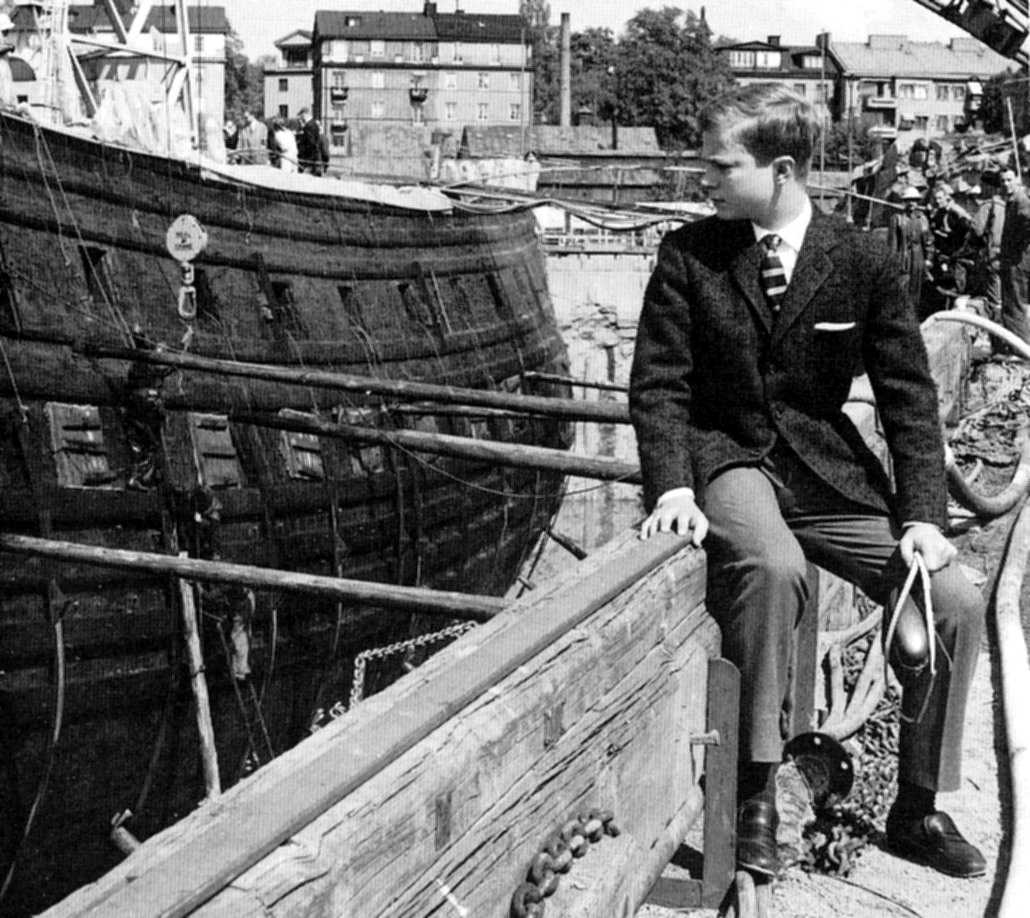
Il quindicenne principe ereditario Carlo Gustavo di Svezia dà uno sguardo alla nave da guerra Vasa da poco ripescata nelle acque del mare in cui giaceva da tre secoli, nel 1961

Nel 1966 superò l'esame di maturità nel liceo Sigtuna Humanistiska Läroverk. Svolse quindi il servizio militare per due anni, frequentando i corsi dell'esercito, dell'aeronautica e della marina, preferendo quest'ultima e ottenendo il grado di ufficiale nel 1968, raggiungendo in breve tempo il rango di capitano. Successivamente completò i propri studi accademici perfezionandosi in storia, sociologia, scienze politiche, finanza ed economia frequentando l'Università di Uppsala e poi anche economia nazionale presso l'Università di Stoccolma.
Tra i suoi insegnanti durante il periodo scolastico, poté vantare personaggi di spicco della sua epoca: Gösta Lewenhaupt, direttore dell'IBM e amico del defunto principe ereditario, il maggiore generale Malcom Murray, il maggiore Hans Skiöldebrand, il barone Hans Beck-Friis; il tenente colonnello Harold Smith, l'ammiraglio Stig H:son Ericson, il governatore reale Allan Nordenstam e il rettore dell'università di Stoccolma, Håkan Nial.
Per prepararlo al suo futuro ruolo di capo di Stato, il principe ereditario Carlo Gustavo venne impiegato in una serie di sistemi di corte, organizzazioni sociali, istituzioni e trade union. Inoltre egli studiò attentamente l'operato del Riksdag e nello specifico quello del Ministero degli Esteri. Il principe ereditario trascorse anche molto tempo alla missione svedese presso le Nazioni Unite e nell'Agenzia Svedese di Cooperazione Internazionale per lo Sviluppo, lavorando in una banca a Londra, all'ambasciata svedese a Londra e nella camera di commercio svedese in Francia, oltre che in una fabbrica dell'Alfa Laval Company in Francia. In questi anni scoprì di soffrire di dislessia, come accadrà anche a due dei suoi figli, la principessa Vittoria e il principe Carlo Filippo.

### L'ascesa al trono
Il 15 settembre 1973 Carlo Gustavo divenne re di Svezia alla morte di suo nonno, il re Gustavo VI Adolfo, che il giovane principe aveva assistito al capezzale sino alla dipartita. Carlo Gustavo venne investito della carica di sovrano nella Sala di Stato del Palazzo Reale di Stoccolma il 19 settembre 1973 e apparve per la prima volta al balcone del palazzo reale davanti a una folla di oltre 25 000 persone. Re Gustavo VI Adolfo fu l'ultimo sovrano svedese a utilizzare la dizione "per grazia di Dio re degli Svedesi, dei Goti e dei Wendici" (med Guds Nåde Sveriges, Götes och Wendes Konung; in latino: Dei Gratia Suecorum, Gothorum et Vandalorum Rex), titolo che tradizionalmente i re svedesi usavano dal 1544. Carlo XVI Gustavo invece preferì utilizzare semplicemente il titolo di "re di Svezia" (Sveriges Konung), ponendo così fine alla tradizione secolare che etichettava il sovrano come investito del suo ruolo per grazia divina, tradizione ormai sentita come obsoleta.
Proprio come i suoi due immediati predecessori, Carlo XVI Gustavo si astenne dall'uso della corona durante la cerimonia d'intronazione.

### Il regno

Carlo XVI Gustavo di Svezia con la moglie, in visita al presidente degli Stati Uniti Ronald Reagan nel 1988

Per la sua prima visita ufficiale di Stato come sovrano svedese, Carlo XVI Gustavo scelse la Norvegia, recandosi a Oslo l'8 ottobre 1974. Successivamente, si impegnò a seguire da vicino gli altri Paesi con cui il suo Stato intratteneva rapporti stretti come la Finlandia (dicembre 1974), la Danimarca, l'Islanda e il Regno Unito nel 1975. Il re proseguì successivamente negli anni con oltre 70 visite diplomatiche in altri Paesi come l'Egitto, la Cina, il Sudafrica, la Tanzania.
Durante gli anni della guerra fredda, fece una visita informale nel 1976 negli Stati Uniti (era la prima volta che un presidente degli Stati Uniti incontrava ufficialmente un re svedese incoronato) e nel 1978 si recò dapprima nell'Unione Sovietica presso Leonid Il'ič Brežnev e poi da Tito in Jugoslavia. Nell'aprile del 1980 fu il primo monarca di Svezia a visitare il Giappone e a recarsi successivamente (febbraio 1981) in Tanzania. Dopo una visita in Arabia Saudita nel febbraio del 1981, trasse giovamento dall'industria locale dando un giusto sprone all'industria svedese, ritenendo che la sua missione fosse quella di rimanere più coesa all'insegna della produttività. In Egitto fu il primo monarca svedese a partecipare a una celebrazione musulmana in moschea. Successivamente si recò in Vaticano.
Pur avendo avuto contrasti con il primo ministro Olof Palme, Carlo XVI Gustavo giunse a considerarlo un personaggio chiave per lo sviluppo della Svezia nei suoi primi anni di regno; quando Palme fu assassinato nel 1986, il re dispose in maniera autonoma che la bandiera reale posta sul palazzo reale di Stoccolma venisse ammainata a mezz'asta, un tributo normalmente riservato solo ai membri della famiglia reale. 

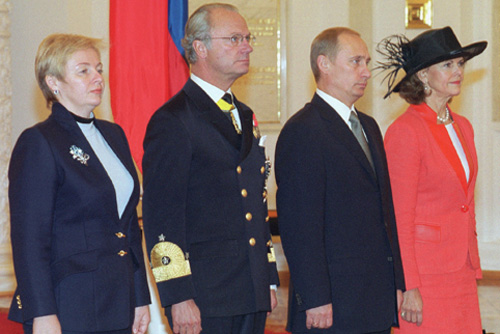
Il re e la regina di Svezia accolti al Cremlino dal presidente della Federazione russa Vladimir Putin e dalla moglie Ljudmila all'inizio della visita di Stato del re in Russia, l'8 ottobre 2001

Secondo la Costituzione svedese, perfezionata dall'instrumento di governo del 1974, il re di Svezia ha compiti unicamente rappresentativi e di natura cerimoniale e nel tempo è stato privato di molti dei propri poteri politici e istituzionali, in favore di una monarchia maggiormente aperta all'azione del parlamento. Carlo XVI Gustavo attualmente si occupa di compiere visite di Stato all'estero e di riceverle in patria, oltre ad aprire annualmente il Riksdag, riunendosi regolarmente col Primo Ministro e il suo gabinetto di governo per controllare l'azione di governo pur non entrandone direttamente nel merito. Autorizza gli ambasciatori svedesi presso altri governi e riceve le credenziali di quelli esteri. Come capo dello Stato, volontariamente egli ha deciso di astenersi dalle votazioni per le elezioni in Svezia.
A livello cerimoniale, re Carlo XVI Gustavo occupa inoltre i gradi più alti delle forze armate sulla base dell'Instrumento di Governo del 1809, oltre al ruolo di comandante in capo delle forze svedesi come generale e ammiraglio, mantenendo però i propri ranghi à la suite senza avere alcuna autorità di comando militare se non nel proprio staff militare e sulla corte. A livello internazionale, Carlo XVI Gustavo è noto soprattutto per essere colui che ogni anno assegna personalmente il Premio Nobel, la cui cerimonia si tiene per l'appunto a Stoccolma, oltre al Premio per la Musica Polare. Il re ha ricevuto delle lauree honoris causa dall'Università svedese per le scienze agricolturali, al Regio Istituto di Tecnologia, dalla Scuola Economica di Stoccolma e dall'Università Åbo Akademi della Finlandia.

### Interessi personali

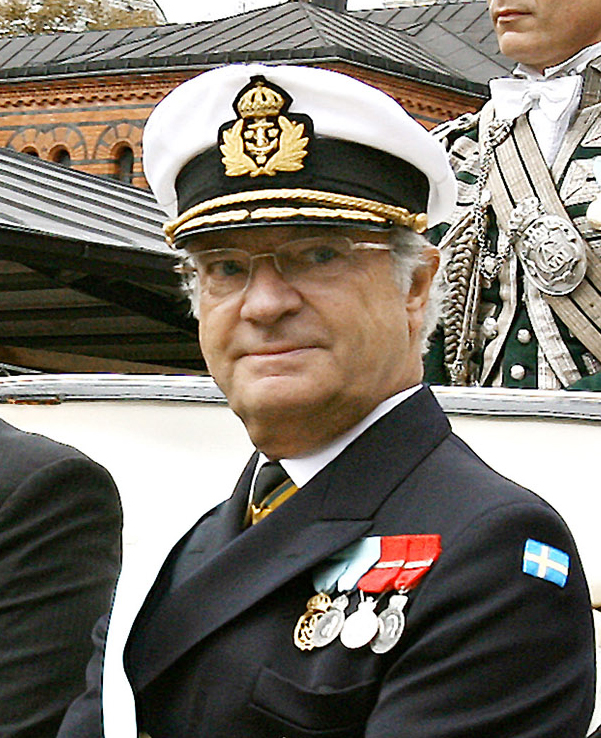
Carlo XVI Gustavo in uniforme da ammiraglio, l'11 settembre 2007

Il re è appassionato di innovazioni, tecnologia, agricoltura, commercio e industria. Come altri membri della famiglia reale svedese, il re è un grande amante e collezionista di automobili. Tra i pezzi di maggior rilievo della sua collezione sono presenti alcune Porsche 911 (modello particolarmente amato dal sovrano), una Volvo PV444, una Ferrari 456M GT, una AC Cobra e molte altre. Nell'estate del 2005 venne coinvolto in un incidente stradale presso Norrköping che, pur non producendo feriti gravi, ebbe una certa risonanza a livello nazionale.

#### Scautismo
Il re è consigliere onorario della Fondazione mondiale scout ed è solito prendere parte alle attività dell'associazione scout svedese (Svenska Scoutrådet) e a quelle internazionali. Egli regolarmente visita i Jamboree, dei campi scout mondiali, come quelli organizzato nel 1979 e nel 2011 proprio in patria, o quello del 2002 tenutosi a Sattahip, in Thailandia, nonché quello del 2007 a Hylands Park, in Inghilterra, in occasione del Centenario dello scautismo.

#### Ricerca nel campo delle biomasse
Il re ha partecipato personalmente allo Sweden-Michigan Clean Energy Summit tenutosi al Ritz-Carlton Hotel di Dearborn, Michigan, il 26 settembre 2008, recandosi poi all'Università di Kettering a Flint per l'apertura cerimoniale di un impianto di biogas, traendo ispirazione per un impianto simile da collocarsi a Linköping, in Svezia. Successivamente, nel secondo giorno di visita, il monarca si è recato in visita alla Ford Motor Company e alla General Motors Corporation, proprietarie rispettivamente della Volvo e della Saab.

## Matrimonio e figli
Il 13 marzo 1976 si fidanzò ufficialmente con Silvia Sommerlath, nata a Heidelberg, in Germania, da una brasiliana e da un industriale tedesco: i due si erano conosciuti in occasione dell'Olimpiade di Monaco di Baviera del 1972, dove Silvia, avendone fatto domanda, ricopriva l'incarico di hostess. Tra i compiti della Sommerlath come responsabile hostess c'era anche quello di accogliere le personalità straniere ospiti a Monaco ed in tale modo conobbe il futuro re, con il quale fu amore a prima vista. La relazione tra i due rimase pressoché segreta fino all'estate del 1973, quando la coppia fu paparazzata dalla stampa, pertanto il fidanzamento dovette essere annunciato in forma ufficiale.
Il matrimonio fu celebrato nella Storkyrkan, la cattedrale di Stoccolma, il 19 giugno 1976. Il matrimonio fece epoca perché Silvia era la prima borghese a entrare a far parte della famiglia reale svedese. In occasione delle nozze, la casata reale invitò gli ABBA a esibirsi per la vigilia del matrimonio e il gruppo presentò in tale occasione in anteprima mondiale il brano Dancing Queen, che sarebbe diventato uno dei loro più grandi successi, Quando nacque la principessa Vittoria, figlia primogenita di Carlo Gustavo e Silvia, insorse un serio dibattito sul fatto di mantenere il diritto successorio al trono solo per via maschile, come era sempre stato fin dal 1818; nel 1980 il parlamento svedese approvò una legge secondo la quale l'erede al trono è sempre il primo figlio del sovrano regnante, a prescindere dal suo sesso.
La coppia abita nel palazzo reale di Drottningholm, vicino a Stoccolma, e ha tre figli:
- La principessa ereditaria Vittoria, duchessa di Västergötland (nata il 14 luglio 1977); ha sposato il 19 giugno 2010 Daniel Westling. La coppia ha avuto due figli: Estelle (23 febbraio 2012) e Oscar (2 marzo 2016)
- Il principe Carlo Filippo, duca di Värmland (nato il 13 maggio 1979); ha sposato il 13 giugno 2015 Sofia Hellqvist. La coppia ha avuto quattro figli: Alexander (19 aprile 2016), Gabriel (31 agosto 2017), Julian (26 marzo 2021) e Ines (7 febbraio 2025).
- La principessa Maddalena, duchessa di Hälsingland e Gästrikland (nata il 10 giugno 1982); ha sposato l'8 giugno 2013 Christopher O'Neill. La coppia ha avuto tre figli: Leonore (20 febbraio 2014), Nicolas (15 giugno 2015) e Adrienne (9 marzo 2018).

## Titoli e trattamento
- 30 aprile 1946 - 7 giugno 1946: Sua Altezza Reale Principe Carlo Gustavo di Svezia
- 7 giugno 1946 - 29 ottobre 1950: Sua Altezza Reale Il Duca di Jämtland
- 29 ottobre 1950 - 15 settembre 1973: Sua Altezza Reale Il Principe Ereditario di Svezia, duca di Jämtland
- Dal 15 settembre 1973: Sua Maestà Il Re di Svezia

## Albero genealogico
|                                                               |                                    |                                                                 | Genitori                                                    |  |  | Nonni |  |  | Bisnonni            |  |  | Trisnonni          |  |
|                                                               |                                    |                                                                 |                                                             |  |  |       |  |  | Gustavo V di Svezia |  |  | Oscar II di Svezia |  |
|                                                               |                                    |                                                                 |                                                             |  |  |       |  |  | Gustavo V di Svezia |  |  | Oscar II di Svezia |  |
|                                                               |                                    | Sofia di Nassau                                                 |                                                             |  |  |       |  |  | Gustavo V di Svezia |  |  |                    |  |
| Gustavo VI Adolfo di Svezia                                   |                                    |                                                                 |                                                             |  |  |       |  |  | Gustavo V di Svezia |  |  |                    |  |
|                                                               |                                    | Vittoria di Baden                                               | Federico I di Baden                                         |  |  |       |  |  |                     |  |  |                    |  |
|                                                               |                                    | Vittoria di Baden                                               | Federico I di Baden                                         |  |  |       |  |  |                     |  |  |                    |  |
|                                                               |                                    | Vittoria di Baden                                               | Luisa di Prussia                                            |  |  |       |  |  |                     |  |  |                    |  |
| Gustavo Adolfo di Svezia                                      |                                    | Vittoria di Baden                                               |                                                             |  |  |       |  |  |                     |  |  |                    |  |
|                                                               |                                    | Arturo, duca di Connaught e Strathearn                          | Alberto di Sassonia-Coburgo-Gotha                           |  |  |       |  |  |                     |  |  |                    |  |
|                                                               |                                    | Arturo, duca di Connaught e Strathearn                          | Alberto di Sassonia-Coburgo-Gotha                           |  |  |       |  |  |                     |  |  |                    |  |
|                                                               |                                    | Arturo, duca di Connaught e Strathearn                          | Vittoria del Regno Unito                                    |  |  |       |  |  |                     |  |  |                    |  |
| Margherita di Connaught                                       |                                    | Arturo, duca di Connaught e Strathearn                          |                                                             |  |  |       |  |  |                     |  |  |                    |  |
|                                                               |                                    | Luisa Margherita di Prussia                                     | Federico Carlo di Prussia                                   |  |  |       |  |  |                     |  |  |                    |  |
|                                                               |                                    | Luisa Margherita di Prussia                                     | Federico Carlo di Prussia                                   |  |  |       |  |  |                     |  |  |                    |  |
|                                                               |                                    | Luisa Margherita di Prussia                                     | Maria Anna di Anhalt                                        |  |  |       |  |  |                     |  |  |                    |  |
| Carlo XVI Gustavo di Svezia                                   |                                    | Luisa Margherita di Prussia                                     |                                                             |  |  |       |  |  |                     |  |  |                    |  |
|                                                               | Leopoldo di Sassonia-Coburgo-Gotha | Alberto di Sassonia-Coburgo-Gotha                               |                                                             |  |  |       |  |  |                     |  |  |                    |  |
|                                                               | Leopoldo di Sassonia-Coburgo-Gotha | Alberto di Sassonia-Coburgo-Gotha                               |                                                             |  |  |       |  |  |                     |  |  |                    |  |
|                                                               | Leopoldo di Sassonia-Coburgo-Gotha | Vittoria del Regno Unito                                        |                                                             |  |  |       |  |  |                     |  |  |                    |  |
| Carlo Edoardo di Sassonia-Coburgo-Gotha                       | Leopoldo di Sassonia-Coburgo-Gotha |                                                                 |                                                             |  |  |       |  |  |                     |  |  |                    |  |
|                                                               |                                    | Elena di Waldeck e Pyrmont                                      | Giorgio Vittorio di Waldeck e Pyrmont                       |  |  |       |  |  |                     |  |  |                    |  |
|                                                               |                                    | Elena di Waldeck e Pyrmont                                      | Giorgio Vittorio di Waldeck e Pyrmont                       |  |  |       |  |  |                     |  |  |                    |  |
|                                                               |                                    | Elena di Waldeck e Pyrmont                                      | Elena di Nassau                                             |  |  |       |  |  |                     |  |  |                    |  |
| Sibilla di Sassonia-Coburgo-Gotha                             |                                    | Elena di Waldeck e Pyrmont                                      |                                                             |  |  |       |  |  |                     |  |  |                    |  |
|                                                               |                                    | Federico Ferdinando di Schleswig-Holstein-Sonderburg-Glücksburg | Federico di Schleswig-Holstein-Sonderburg-Glücksburg        |  |  |       |  |  |                     |  |  |                    |  |
|                                                               |                                    | Federico Ferdinando di Schleswig-Holstein-Sonderburg-Glücksburg | Federico di Schleswig-Holstein-Sonderburg-Glücksburg        |  |  |       |  |  |                     |  |  |                    |  |
|                                                               |                                    | Federico Ferdinando di Schleswig-Holstein-Sonderburg-Glücksburg | Adelaide di Schaumburg-Lippe                                |  |  |       |  |  |                     |  |  |                    |  |
| Vittoria Adelaide di Schleswig-Holstein-Sonderburg-Glücksburg |                                    | Federico Ferdinando di Schleswig-Holstein-Sonderburg-Glücksburg |                                                             |  |  |       |  |  |                     |  |  |                    |  |
|                                                               |                                    | Carolina Matilde di Schleswig-Holstein-Sonderburg-Augustenburg  | Federico VIII di Schleswig-Holstein-Sonderburg-Augustenburg |  |  |       |  |  |                     |  |  |                    |  |
|                                                               |                                    | Carolina Matilde di Schleswig-Holstein-Sonderburg-Augustenburg  | Federico VIII di Schleswig-Holstein-Sonderburg-Augustenburg |  |  |       |  |  |                     |  |  |                    |  |
|                                                               |                                    | Carolina Matilde di Schleswig-Holstein-Sonderburg-Augustenburg  | Adelaide di Hohenlohe-Langenburg                            |  |  |       |  |  |                     |  |  |                    |  |
|                                                               |                                    | Carolina Matilde di Schleswig-Holstein-Sonderburg-Augustenburg  |                                                             |  |  |       |  |  |                     |  |  |                    |  |

## Posizioni militari onorarie
| Forza militare | Unità | Posizione  |
| -------------- | ----- | ---------- |
| Royal Navy     |       | Ammiraglio |